# 貝洛伊特 (喬治亞州)
貝洛伊特（英語：Beloit）是位於美國喬治亞州李縣的一個非建制地區。該地的面積和人口皆未知。

## 地理
貝洛伊特的座標為31°40′26″N 84°04′37″W / 31.67389°N 84.07694°W，而該地的平均海拔高度為78米（即256英尺）。